# Kościół Trójcy Świętej w Połoskach
Kościół Trójcy Świętej w Połoskach – rzymskokatolicki kościół w Połoskach, pierwotnie cerkiew prawosławna, następnie neounicka.

## Historia
Parafia unicka w Połoskach, dysponująca własną świątynią, powstała najpóźniej w 1726. Wskutek likwidacji unickiej diecezji chełmskiej w 1875 przeszła do eparchii chełmsko-warszawskiej Rosyjskiego Kościoła Prawosławnego. Szesnaście lat później w Połoskach została wzniesiona z drewna nowa cerkiew prawosławna. W 1919 obiekt ten został zrewindykowany na rzecz Kościoła katolickiego i przemianowany na katolicki kościół filialny należący do parafii w Tucznej. Cztery lata później stał się własnością parafii neounickiej. W latach 1941–1945 świątynia ponownie znajdowała się w rękach społeczności prawosławnej. Była czynna jeszcze na początku r. 1947, uczęszczało do niej wówczas 747 parafian. Świątynia ostatecznie przeszła na własność Kościoła katolickiego po wywózkach prawosławnych Ukraińców w ramach Akcji Wisła. W 1966 obiekt został wyremontowany, zaś od 1973 jest siedzibą parafii Trójcy Świętej.

## Architektura
Dawna cerkiew w Połoskach jest budowlą drewnianą o konstrukcji zrębowej, szalowaną, na podmurówce, orientowaną i trójdzielną zgodnie z kanonami budownictwa cerkiewnego. Wnętrze świątyni kryte jest płaskim stropem wspartym na czterech słupach. Elewację frontową poprzedza ganek z daszkiem dwuspadowym, jej częścią jest także czworoboczna wieża. Znacznie mniejsza, ośmioboczna wieżyczka znajduje się nad nawą. Wszystkie okna w obiekcie zamknięte są półkoliście.
Główny ołtarz kościoła powstał w II poł. XVIII w. w stylu barokowym, wstawiony do niego obraz Trójcy Świętej jest młodszy, powstał w pierwsze połowie wieku XIX. Pierwszy z ołtarzy bocznych jest konstrukcją z 1923, naśladującą estetykę barokową, drugi powstał w zbliżonym czasie z elementów wyposażenia cerkiewnego przejętego po likwidowanej parafii prawosławnej w Połoskach. W ołtarzach bocznych znajdują się odpowiednio wizerunki Najświętszego Serca Jezusa i Matki Boskiej Częstochowskiej. W kościele przechowywane są także osiemnastowieczna monstrancja, XIX-wieczny krucyfiks i pochodząca z tego samego okresu ikona Ukrzyżowania.